# صموئيل أوستين كيندال
صموئيل أوستين كيندال (بالإنجليزية: Samuel Austin Kendall)‏ هو سياسي أمريكي، ولد في 1 نوفمبر 1859 في الولايات المتحدة، وتوفي في 8 يناير 1933 في واشنطن العاصمة في الولايات المتحدة. حزبياً، نشط في الحزب الجمهوري. وقد انتخب عضو مجلس نواب بنسيلفانيا وانتخب عضو مجلس النواب الأمريكي.